# Charles Matthau
Charles Matthau (de son nom complet Charles Marcus Matthau) est un réalisateur, producteur et acteur américain, né le 10 décembre 1962 à New York. Il est le fils de l'acteur oscarisé Walter Matthau et de l'actrice Carol Grace, et est marié avec l'actrice Ashley L. Anderson.

## Biographie
Charles Matthau joue à Hollywood dès son jeune âge, aux côtés de son père, dans les films Charley Varrick (1973), The Bad News Bears (1976) et House Calls (1978). Plus tard, il fait des études de cinéma à l'université de Californie du Sud, où il rencontre sa première femme, l'actrice Michele Bauer.
Il dirige, en 1988, son premier film : Doin' Time on Planet Earth.
En 1995, il met en scène The Grass Harp (en), une adaptation de l'autobiographie de l'écrivain Truman Capote, qui porte le même nom. Cette production lui vaut plusieurs distinctions.
À son tour il dirige son père, Walter Matthau, dans The Marriage Fool et The Grass Harp. Son film de 2013 : Freaky Deaky, est réalisé d'après un ouvrage du romancier Elmore Leonard.
En 2004, il épouse l'actrice Ashley L. Anderson.

## Filmographie

### Cinéma

#### Réalisateur
- 1988 : Doin' Time on Planet Earth
- 1991 : Mrs. Lambert Remembers Love (également producteur)
- 1995 : The Grass Harp (en) (également producteur)
- 1998 : The Marriage Fool (film pour TV)
- 2005 : Un secret pour tous
- 2013 : Freaky Deaky (également scénariste)

#### Acteur
- 1973 : Tuez Charley Varrick !
- 1976 : La Chouette Équipe (The Bad News Bears)
- 1978 : House Calls (crédité en tant que Charlie Matthau)
- 1988 : Doin' Time on Planet Earth
- 1995 : The Grass Harp (en)
- 2000 : Raccroche ! (Hanging Up)
- 2005 : Un secret pour tous
- 2005 : Going Shopping (non crédité)
- 2006 : The Towering Inferno: The Writer, Stirling Silliphant(court-métrage)
- 2007 : La Ville fantôme
- 2010 : Salvation Insurance (court-métrage)
- 2010 : Queen of the Lot
- 2012 : Freaky Deaky
- 2020 : Gunfight at Silver Creek

#### Producteur
- 1981 : First Monday in October, de Ronald Neame (producteur associé)
- 1981 : Victor la gaffe (producteur associé)
- 1982 : I Ought to Be in Pictures (en) (producteur associé)
- 1990 : The Incident (en) (film pour TV)
- 1991 : Mrs. Lambert Remembers Love (film pour TV)
- 1995 : The Grass Harp (en)
- 2013 : Freaky Deaky de Charles Matthau (également scénariste)

### Télévision
- Producteur
  - 1990 : The Incident (en) (producteur associé)

- Acteur
  - 1978 : The Stingiest Man in Town (en)

## Distinctions
- Récompenses
  - Family Film Award : Meilleur réalisateur 1996 (The Grass Harp (en))
  - Palm Springs International Film Festival : Prix du public 1996 (The Grass Harp (en))

- Nominations
  - Saturn Award : Nommé au Saturn Award de la meilleure réalisation 1990 (Doin' Time on Planet Earth)